# 城巴X797線
城巴X797線，屬新界特別巴士路線，來往調景嶺站及消防及救護學院，中途不停站。

## 歷史
位於將軍澳百勝角的消防及救護學院於2016年啟用。該學院於2016年4月10日首次舉辦開放日，新巴乃開辦特別路線X797，於調景嶺站公共運輸交匯處接載參觀者往返會場。此後每逢消防及救護學院開放日，X797線皆會提供服務。
以下為X797線曾經或已公布將會提供服務的日期：
| 新巴X797線服務日期  | 新巴X797線服務日期                   | 新巴X797線服務日期 |
| ------------------- | ------------------------------------ | ------------------ |
| 日期                | 事由                                 | 備註               |
| 2016年4月10日       | 消防及救護學院開放日                 | 此路線首次提供服務 |
| 2016年5月8日        | 消防及救護學院開放日                 | [ 3 ]              |
| 2017年8月6日        | 消防及救護學院開放日                 | [ 4 ]              |
| 2018年8月5日        | 消防及救護學院開放日                 | [ 5 ] [ 6 ]        |
| 2018年12月15日      | 消防及救護學院家庭同樂日             | [ 7 ] [ 8 ]        |
| 2019年10月6日       | 消防及救護學院開放日                 | [ 9 ] [ 10 ]       |
| 2022年11月6日       | 消防及救護學院開放日                 | [ 11 ] [ 12 ]      |
| 2023年4月15日、16日 | 消防及救護學院開放日                 | 最後一次由新巴營運 |
| 2023年8月6日        | 消防及救護學院開放日                 | 首次由城巴營運     |
| 2023年10月1日       | 國慶紀律部隊及青少年團體匯操暨嘉年華 | [ 17 ] [ 18 ]      |

## 服務時間及班次
| 由調景嶺站開出       | 由消防及救護學院開出 | 班次 （分鐘）        | 備註                 |
| 消防及救護學院開放日 | 消防及救護學院開放日 | 消防及救護學院開放日 | 消防及救護學院開放日 |
| -------------------- | -------------------- | -------------------- | -------------------- |
| 09:10-14:30          | 12:00-17:30          |                      | [ 19 ]               |

## 收費
全程收費：$7.4
| - 本線設有12歲以下小童及65歲或以上長者半價優惠。 - 65歲或以上香港居民使用「樂悠咭」，以及12歲以下合資格殘疾兒童使用「殘疾人士身份」個人八達通繳付車資，均可享有每程$2.0或半價（以較低者為準）的票價優惠；12至64歲合資格殘疾人士使用「殘疾人士身份」個人八達通（包括「樂悠咭」），以及60至64歲香港居民使用「樂悠咭」繳付車資，均可享有每程$2.0或全費（以較低者為準）的票價優惠。 - 65歲或以上長者如使用長者或一般個人八達通繳付車資，則只可享有半價優惠；12至64歲合資格殘疾人士如不使用「殘疾人士身份」個人八達通，以及60至64歲人士如不使用「樂悠咭」繳付車資，必須繳付全費。 - 乘客可以現金或八達通於上車時付款，不設找續。 - 每位成人乘客可免費攜帶最多兩名4歲以下而不佔座位的兒童乘客乘車，超額之4歲以下小童必須繳付小童車費乘車。 - 九龍巴士、城巴及龍運巴士全職員工及家屬（不包括外判職員）可免費乘搭本路線，惟必須拍職員或職員家屬八達通。 - 乘客亦可使用AlipayHK「易乘碼」、支付寶、WeChatHK／微信支付「搭車碼」、銀聯雲閃付「乘車碼」及BOC Pay「乘車碼」、具有感應式支付功能的VISA、Mastercard及銀聯卡，以及Apple Pay、Google Pay及Samsung Pay流動支付平台繳付車資。使用此支付方式的乘客可享有中途下車之分段收費，以及與其他城巴獨營路線或聯營線城巴班次之轉乘優惠，惟不適用於與非城巴路線之轉乘優惠。乘客亦不能享有「公共交通費用補貼計劃」及「長者及合資格殘疾人士公共交通票價優惠計劃」。 |

## 行車路線
- 往消防及救護學院途經：景嶺路、唐明街、寶康路、寶邑路、環保大道及百勝角路。
- 往調景嶺站途經：百勝角路、環保大道、寶順路、翠嶺路及景嶺路。

## 外部連結
- 2016年4月1日 （页面存档备份，存于）
- 2016年4月29日 （页面存档备份，存于）